# 斯塔列 (鮑里斯皮爾區)
50°8′22″N 31°4′26″E / 50.13944°N 31.07389°E
斯塔雷（烏克蘭語：Старе）是位於烏克蘭北部的村莊，由基辅州鲍里斯皮尔区的沃龍基夫市鎮負責管轄。該村始建於1455年，面積5.47平方公里，海拔高度98米，2001年人口2,945，人口密度每平方公里538.6人。